# Geeta Kapur
Geeta Kapur (nacida en Nueva Delhi, 1943) es una destacada artista, crítica de arte, comisariada e historiadora india.
Estudió en la Universidad Real de Arte y Universidad de Nueva York.
Residente en Nueva Delhi. En 2009 se le concedió el Premio Padma Shri por su contribución al arte por el Gobierno de la India.